# Tanella di Pitagora

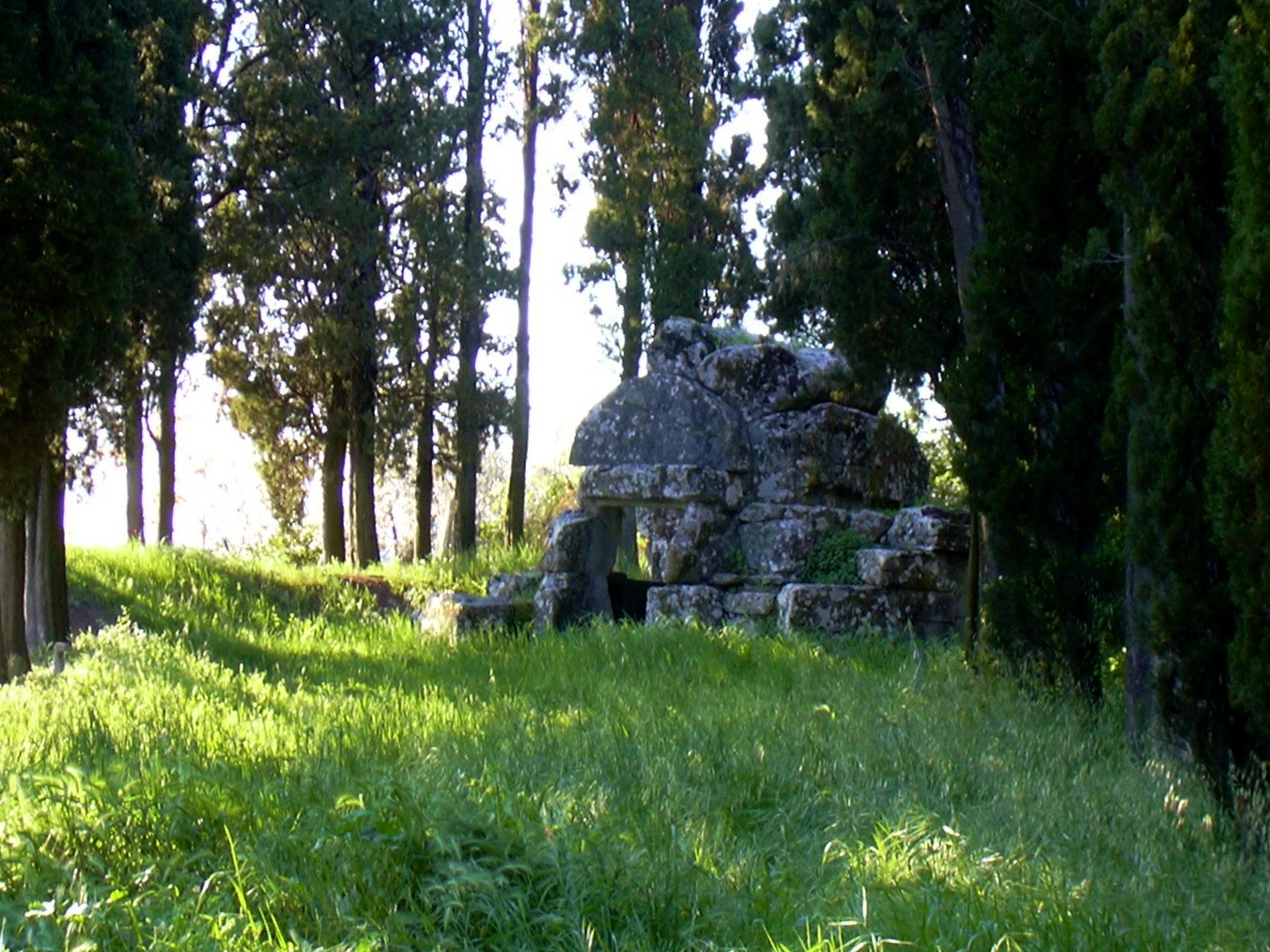
La Tanella di Pitagora

La Tanella di Pitagora (la tombe de Pythagore en français)  est une tombe étrusque datée du IIe siècle av. J.-C., située  près de Cortone, dans la province d'Arezzo, en Toscane (Italie).

## Situation
La Tanella di Pitagora est située sur une pente de la colline de Cortone qui descend vers la vallée de la Chiana. 

## Historique
Tanella est le nom local pour tombe. Elle est attribuée par la tradition populaire au savant grec Pythagore, par la confusion faite dans le passé entre les villes de Cortone et de Crotone, où le savant a réellement vécu.
Les premières informations de l'époque moderne sont issues d'une visite de Giorgio Vasari en 1566.
Au cours de fouilles dans les années 1800, divers vestiges d'urnes cinéraires, dont un couvercle, ont été trouvés. Sur celui-ci on pouvait lire le nom des gens propriétaires « Vel Cusu Crespe père de Lart(e) fils de la Petrui », dont les noms figurent sur la Tabula Cortonensis.
En 1808, la Tanella di Pitagora a été gravement endommagée par les actes de vandalisme de soldats français lors de leur transit vers Rome.
Malgré les restaurations du plafond à voute, il n'en reste qu'une petite partie.

## Description
La Tanella di Pitagora date de la période hellénistique étrusque (IIe siècle av. J.-C.).
La structure originelle de la tombe, d'une circonférence de 23 m et d'un diamètre de 8 m, est constituée de blocs de pierre juxtaposés qui reposent sur un socle circulaire. À l'intérieur, on trouve un court couloir (dromos) de 0,97 × 1,63 mètre, et une petite chambre rectangulaire de 2,75 × 2,05 mètres, avec une voûte en berceau et six niches pour urnes cinéraires dans les parois.